# Cybianthus fuscus
Cybianthus fuscus är en viveväxtart som beskrevs av Carl Friedrich Philipp von Martius. Cybianthus fuscus ingår i släktet Cybianthus, och familjen viveväxter. Inga underarter finns listade i Catalogue of Life.